# Perfección cristiana
La perfección cristiana es el nombre dado a un proceso para alcanzar la madurez o perfección espiritual y es un concepto teológico que existe dentro de muchas sectas del Cristianismo. El objetivo final de este proceso es la divinización o unión con Dios,  caracterizada por el amor a Dios puro y a otras personas, así como la santidad personal o santificación. Otros términos usados para este concepto u otros similares incluyen entera santificación, amor perfecto, el bautismo en el Espíritu Santo, la morada del Espíritu Santo, bautismo de fuego y la segunda bendición.
La comprensión de la doctrina de la Perfección Cristiana varía ampliamente entre las tradiciones cristianas, aunque estas interpretaciones denominacionales encuentran base en las palabras de Jesús registradas en el  Mateo 5:48, Sed, pues, vosotros perfectos, como vuestro Padre que está en los cielos es perfecto (Versión Reina Valera) y en  Mateo 19:21, donde Jesús dice: Jesús le dijo: Si quieres ser perfecto, anda, vende lo que tienes y dalo a los pobres, y tendrás un tesoro en el cielo; y ven y sígueme.
Algunas denominaciones protestantes, como el luteranismo y las iglesias reformadas, rechazan la posibilidad de la perfección cristiana en esta vida por ser contraria a la doctrina de la salvación por la Sola fide, -solo por la fe- sosteniendo que la liberación del pecado se produce en la glorificación.  Contrastando con todo, la ciencia cristiana enseña que como el hombre está hecho a imagen y semejanza de Dios, Debe ponerse de manifiesto el gran hecho espiritual de que el hombre es, no será, perfecto e inmortal

## Terminología
Los términos "perfecto" y "perfección" proceden del griego teleios y teleiōsis, respectivamente. La palabra raíz, telos, significa "fin" o "meta". En traducciones recientes, teleios y teleiōsis suelen traducirse como maduro y madurez, respectivamente, para no implicar una perfección absoluta sin defectos. Pero las palabras "maduro" y "madurez" no captan el significado completo de "fin" o "meta". (Incluso estas traducciones recientes utilizan la palabra "perfecto" cuando no se refieren a personas, como en Santiago 1:17.) En la tradición cristiana, teleiōsis también se ha referido a la integridad, un compromiso inquebrantable con la meta.

## Padres de la Iglesia y teólogos medievales
.

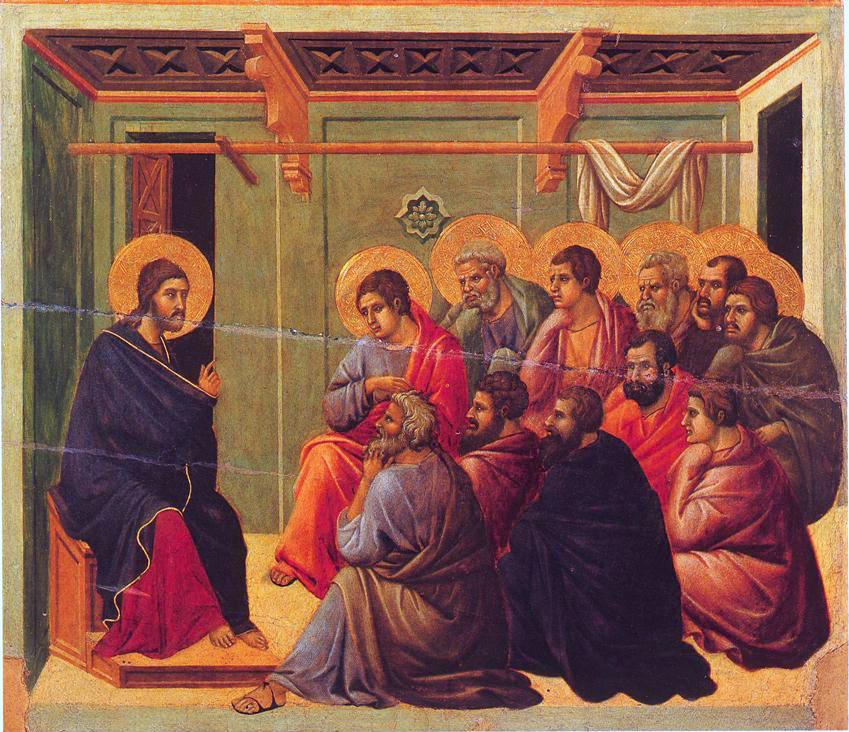
En el Discurso de despedida Jesús prometió enviar el Espíritu Santo a sus discípulos tras su partida, representación de la Maesta de Duccio, 1308-1311

Las raíces de la doctrina de la perfección cristiana se encuentran en los escritos de algunos de los primeros teólogos católicos romanos considerados Padres de la Iglesia: Ireneo, Clemente de Alejandría, Orígenes y más tarde Macario de Egipto y Gregorio de Nisa.
Ireneo escribió sobre la transformación espiritual que ocurría en el creyente cuando el Espíritu Santo "nos capacita para Dios"  En la antigüedad, el bautismo era comúnmente referido como el perfeccionamiento del cristiano. Este punto de vista fue expresado por Clemente de Alejandría en su obra Paedagogus: "Siendo bautizados, somos iluminados; iluminados nos convertimos en niños [lit. 'hijos']; siendo hechos niños, somos hechos perfectos; siendo hechos perfectos, somos inmortales." En otra obra, los Stromata, Clemente hablaba de tres etapas en la vida cristiana que conducían a una perfección más madura. La primera etapa estaba marcada por el cambio del paganismo a la fe y la iniciación en la religión cristiana. La segunda etapa estuvo marcada por un conocimiento más profundo de Dios que resultó en un continuo arrepentimiento de pecado y dominio sobre las pasiones (apatheia). La tercera etapa conducía a la contemplación y al amor agapē. Orígenes también propuso sus propias etapas de ascensión espiritual, comenzando con la conversión y terminando con la unión perfecta con Dios en el amor.
Gregorio de Nisa definió la perfección humana como crecimiento constante en el bien. Para Gregorio, esto se lograba por la obra del Espíritu Santo y la autodisciplina del cristiano. Macario de Egipto enseñó que todo pecado podía ser lavado y que una persona podía ser hecha perfecta en la distancia de una hora, al tiempo que subrayaba el hecho de que la entera santificación tenía una doble naturaleza, como "un acto y un proceso". Pseudo-Macario enseñaba que el pecado interior estaba desarraigado de los puros de corazón, pero también advertía sobre el potencial oculto de pecado en todos, de modo que nadie debería decir nunca: "Porque estoy en gracia, estoy completamente libre de pecado"."
Hacia el siglo IV, la búsqueda de la vida de perfección se identificaba con el ascetismo, especialmente con el monacato y el alejamiento del mundo. En el siglo XII, Bernardo de Claraval desarrolló la idea de la escalera del amor en su tratado Sobre el amor de Dios. Esta escalera tenía cuatro peldaños o grados. El primero y más bajo era el amor a uno mismo por uno mismo. El segundo grado era amor a Dios por lo que Él da. El tercer grado era el amor a Dios por sí mismo; no sería difícil, según Bernardo, que aquellos que verdaderamente amaran a Dios guardaran su  primer mandamiento. El cuarto grado era el amor a sí mismo sólo por amor a Dios; se creía que este grado de perfección en el amor sólo se alcanzaba raramente antes de la muerte.
Tomás de Aquino escribió sobre tres posibles niveles de perfección. El primero, la perfección absoluta, es donde Dios es amado tanto como puede ser amado; sólo Dios mismo puede ser así de perfecto. El segundo nivel, donde el amor a Dios llena a la persona constantemente, es posible después de la muerte pero no en vida. Se pensaba que el nivel más bajo de perfección era posible alcanzarlo en vida. El teólogo Thomas Noble describió la visión de Aquino de este nivel de perfección de la siguiente manera:

Todos los cristianos tienen la gracia de la caritas infundida en ellos en el bautismo y este amor a Dios excluye todos los  pecados mortales. Tales pecados no son imposibles y, si se cometen, requieren la gracia de la penitencia, pero los cristianos no viven cometiendo actos flagrantes de pecado intencional contrarios a su amor a Dios. Eso es incompatible con el estado de gracia. Pero los que ya no son principiantes, sino que progresan en la vida de perfección, llegan al punto en que todo lo contrario de estar totalmente enamorados de Dios queda excluido: aman a Dios con todo su corazón.

Según la formulación estándar del proceso de la perfección cristiana, tal como fue formulada por Pseudo Dionisio Areopagita (finales del siglo V a principios del siglo VI), existen tres etapas:
- Katharsis o purificación;
- Theoria o iluminación, también llamada "contemplación natural" o "adquirida;"
- Unión o Theosis; también llamada "infusa" o "contemplación superior"; inhabitación en Dios; visión de Dios; deificación; unión con Dios.

Daniel L. Burnett, profesor del Seminario Bíblico Wesley, escribe que:

Visiones compatibles con la comprensión wesleyana de la entera santificación fueron llevadas adelante en tiempos posteriores por hombres como el sacerdote católico medieval Tomás de Kempis, los reformadores protestantes Caspel Schwenkfeld y Thomas Munzer, el teólogo holandés Jacobus Arminius, el pietista alemán Phillip Jacob Spener, el fundador cuáquero George Fox, el obispo anglicano Jeremy Taylor, y el escritor devocional inglés William Law. Muchas de estas influencias alimentaron la herencia de [John] Wesley y sentaron las bases para el desarrollo de su pensamiento. De hecho, el concepto de la entera santificación está tan omnipresente en la historia de la Iglesia que puede decirse con exactitud que prácticamente todas las tradiciones principales -ortodoxa, católica, reformada y anglicana- desempeñaron algún papel en la formación de la pasión de Wesley por la santidad.

## En el catolicismo y la ortodoxia
La Iglesia católica enseña que la perfección cristiana debe ser buscada por todos los justos. La Ortodoxia bizantina sitúa la perfección cristiana como una meta para todos los cristianos.

## En el protestantismo
La perfección es una doctrina prominente dentro de la tradición metodista, en la que se denomina perfección cristiana o entera santificación. El cuaquerismo tradicional utiliza el término perfeccionismo y enseña qué es la vocación de un creyente.

## Enseñanza de la Iglesia católica
Según la enseñanza de la Iglesia católica, algo es perfecto cuando nada falta en su naturaleza o propósito. El fin último del Hombre es la unión con Dios, también llamada divinización. Esto se logra en la tierra por la gracia y en el cielo por la visión beatífica. La unión perfecta con Dios mientras se está en la tierra es imposible; por lo tanto, la perfección absoluta está reservada para el cielo.
La Iglesia católica romana enseña que la perfección cristiana es una unión espiritual con Dios que es alcanzable en esta vida. No es la perfección absoluta, ya que existe junto a la miseria humana, las pasiones rebeldes y el pecado venial. La perfección cristiana consiste en la caridad o amor, ya que es esta virtud la que une el alma a Dios. No se trata sólo de la posesión y conservación de la gracia santificante, ya que la perfección viene determinada por la propia acción: la práctica real de la caridad o el servicio a Dios.
Cuanto más caridad posee una persona, mayor es la perfección del alma. Una persona que es perfecta en cuanto que está libre de pecado mortal obtiene la salvación y puede ser llamada justa, santa y perfecta. El alma perfecta, en cuanto libre del pecado venial y de todos los afectos que la separan de Dios, está en estado de servicio activo y de amor a Dios. Este es el perfecto cumplimiento de la ley-amar a Dios y amar a otras personas.
La Iglesia católica romana enseña que la perfección cristiana es algo que todos deben perseguir a la luz del mandato de Jesús en Mateo 5:48. Sin embargo, también existe lo que se denomina "perfección religiosa", que persiguen quienes se comprometen a vivir vida religiosa, como los miembros de órdenes religiosas. Todos los católicos romanos están obligados a alcanzar la perfección mediante la observancia de los mandamientos, pero la vida religiosa impone una obligación más exigente, que requiere que los religiosos observen también los consejos evangélicos (también conocidos como "consejos de perfección") de pobreza, castidad y obediencia. Se cree que los consejos evangélicos promueven la perfección de dos maneras. Eliminan los obstáculos a la perfección -lujuria de los ojos, lujuria de la carne, y el orgullo de la vida. También aumentan el amor de la persona hacia Dios liberando los afectos de las ataduras terrenales.
 Camino deperfección es un método para progresar en la vida contemplativa escrito por Santa Teresa de Ávila para las hermanas de su convento reformado de las Carmelitas Descalzas. Santa Teresa fue una figura importante de la Contrarreforma en la España del siglo XVI. Perfección cristiana es también el título de un libro escrito por el teólogo Réginald Garrigou-Lagrange. Perfectae Caritatis, el Decreto sobre la adaptación y renovación de la vida religiosa, es uno de los documentos más breves publicados por el Concilio Vaticano II. Aprobado por el voto de 2.321 a 4 de los obispos reunidos en el concilio, el decreto fue promulgado por el Papa Pablo VI el 28 de octubre de 1965. Como es habitual en los documentos de la Iglesia, el título está tomado del Íncipit latino del decreto: "De la perfecta caridad".

## Enseñanza ortodoxa oriental
La Iglesia Ortodoxa enseña que "la perfección es posible para nosotros como seres humanos siempre que la entendamos en su sentido propio y dinámico" y que los humanos están "hechos para la Teosis, para la deificación ('divinización') de la totalidad de nuestro ser, cuerpo, mente, corazón y alma".  Esto concuerda con los escritos de San Pablo que animan a los cristianos a buscar la justicia de Jesús para ser transformados de "un grado de gloria a otro".
El hagiógrafo e himnodista ortodoxo bizantino San Simón Metafraste (s. X) declaró:

Los que niegan la posibilidad de la perfección infligen el mayor daño al alma de tres maneras. Primero, manifiestamente no creen en las Escrituras inspiradas. Luego, porque no hacen suya la meta mayor y más plena del cristianismo, y por lo tanto no aspiran a alcanzarla, no pueden tener anhelo y diligencia, ni hambre y sed de justicia (cf KJV); por el contrario, contentos con el espectáculo y la conducta externos y con logros menores de este tipo, abandonan esa bendita expectativa junto con la búsqueda de la perfección y de la purificación total de las pasiones. En tercer lugar, pensando que han llegado a la meta cuando han adquirido unas pocas virtudes, y no persiguiendo la verdadera meta, no sólo son incapaces de tener humildad, pobreza y contrición de corazón, sino que, justificándose con el argumento de que ya han llegado, no se esfuerzan por progresar y crecer día a día. Las personas que piensan que es imposible alcanzar, por medio del Espíritu, la "nueva creación" del corazón puro (cf. RV95) son comparadas por el apóstol, con razón y explícitamente, a aquellos que, a causa de su incredulidad, fueron declarados indignos de entrar en la tierra prometida y cuyos cuerpos, por ello, "quedaron tendidos en el desierto" (KJV).

## Enseñanza anabaptista
Los cristianos anabaptistas (incluidas las denominaciones menonitas, amish, huteritas, Bruderhof, Hermanos Schwarzenau, Hermanos del Río y cristianas apostólicas) creen que "debido a que han elegido voluntariamente seguir a Cristo como su única autoridad", pueden tener éxito en su búsqueda de la perfección cristiana. El profesor de Estudios Religiosos Ira Chernus explica la doctrina anabaptista:
... Los anabaptistas ponen un énfasis especial en el poder de la fe para producir buenas obras y una vida más moral... se guían por el mandato final del Sermón del Monte: "Sed perfectos, como vuestro Padre celestial es perfecto". Se esfuerzan por alcanzar la perfección; consideran a su iglesia como el cuerpo visible de Cristo, que debe ser, y puede ser, una "congregación inmaculada". Como dijo uno de sus primeros líderes más importantes, Menno Simons: "Los que nacen de nuevo voluntariamente aquí no pecan más".

## Enseñanza wesleyana

### Juan Wesley
En el calvinismo tradicional y el anglicanismo de la Iglesia Alta, la perfección era vista como un don otorgado a las personas justas solo después de su muerte (ver Canonización). John Wesley, el fundador del metodismo, fue responsable de revivir la idea de la perfección espiritual en el protestantismo.: 454–55  Las opiniones de Wesley fueron elaboradas en "Una Clara Explicación de la Perfección Cristiana", publicado en 1777.
Según Noble, Wesley transformó la perfección cristiana tal como se encuentra en la tradición de la iglesia al interpretarla a través de una lente protestante que entendía la santificación a la luz de la justificación por gracia mediante la fe que obra por el amor.: 73  Wesley creía que la regeneración (o el nuevo nacimiento), que ocurrió simultáneamente con la justificación, fue el comienzo de la santificación.: 80  De su lectura de Romanos 6 y 1 Juan 3:9, Wesley concluyó que una consecuencia del nuevo nacimiento era el poder sobre el pecado. En un sermón titulado "La perfección cristiana", Wesley predicó que "Un cristiano es tan perfecto como para no cometer pecado".: 81, 84 
"El término "perfección sin pecado" fue uno que Wesley nunca usó debido a su ambigüedad". John William Fletcher, un teólogo metodista temprano a quien John Wesley eligió para dirigir el movimiento metodista si moría, aclaró la doctrina wesleyana al afirmar "que la doctrina de una perfección evangélicamente sin pecado es verdaderamente bíblica".  Y "digo evangélicamente sin pecado, porque, sin la palabra evangélicamente, la frase "perfección sin pecado" da ocasión de cavilar a quienes la buscan". Los metodistas pueden sostener esta doctrina basándose en la definición de Wesley del pecado actual:
En sentido estricto, nada es pecado, excepto la transgresión voluntaria de una ley conocida de Dios. Por lo tanto, toda infracción voluntaria de la ley del amor es pecado; y nada más, si hablamos correctamente. Llevar el asunto más lejos es sólo abrir paso al calvinismo. Puede haber diez mil pensamientos errantes e intervalos de olvido sin ninguna infracción del amor, aunque no sin transgredir la ley adámica. Pero los calvinistas quisieran confundirlos. ¡Deja que el amor llene tu corazón y eso será suficiente!
Según Wesley, las transgresiones involuntarias (como las que surgen de la ignorancia, el error y el mal carácter) no se llamaban propiamente pecados.: 455  Por lo tanto, los cristianos regenerados seguirían siendo culpables de transgresiones involuntarias y necesitarían practicar la confesión regular. Además, los cristianos seguían enfrentándose a la tentación, y Wesley reconoció que era posible que un cristiano regenerado cometiera un pecado voluntario (si, en palabras de Noble, el cristiano dejaba de "confiar activamente en Dios por medio de Cristo y de vivir en la presencia divina"), lo que también requeriría la confesión del pecado.: 82 
Según Wesley, el poder sobre el pecado que se recibe en la regeneración es sólo la etapa inicial de la perfección cristiana. Basándose en 1 Juan 2, Wesley propuso tres etapas en la vida cristiana: los niños pequeños, los jóvenes y, finalmente, los padres. Los jóvenes eran definidos como aquellos que habían experimentado la victoria sobre la tentación y los malos pensamientos. Los padres eran definidos como cristianos maduros que estaban llenos del amor de Dios.: 84 
Wesley creía que esta última etapa de la madurez cristiana era posible gracias a lo que él llamaba la entera santificación (una frase derivada de 1 Tesalonicenses 5:23). En la teología de Wesley, la entera santificación era una segunda obra de gracia recibida por fe que eliminaba el pecado innato u original, y esto permitía al cristiano entrar en un estado de amor perfecto: "Amor que excluye el pecado", como se afirma en el sermón "El camino bíblico de salvación".: 86   Wesley lo describió como tener "pureza de intención", "dedicar toda la vida a Dios", "amar a Dios con todo nuestro corazón", y como ser la "renovación del corazón a la imagen completa de Dios".: 86  Una vida de amor perfecto significaba vivir de una manera centrada en amar a Dios y al prójimo.: 87  Como tal, Wesley enseñó que la manifestación de estar completamente santificado incluía la participación en obras de piedad y obras de misericordia. En su Sermón llamado "La Circuncisión del Corazón" Wesley lo describió así:
Es aquella disposición habitual del alma que, en las Sagradas Escrituras, se llama santidad; y que implica directamente, el ser limpiado del pecado, "de toda inmundicia de carne y de espíritu"; y, por consecuencia, el ser dotado de aquellas virtudes que también estaban en Cristo Jesús; el ser tan "renovados en el espíritu de nuestra mente", como para ser perfectos como nuestro Padre en los cielos es perfecto.
Ni siquiera esto era una perfección absoluta. El cristiano completamente santificado era perfecto en el amor, lo que significa que su corazón es indiviso en su amor por Dios o que no ama nada que entre en conflicto con su amor por Dios. Los cristianos perfeccionados en el amor todavía estaban sujetos a las condiciones de la Caída y eran propensos a cometer transgresiones involuntarias. En consecuencia, estos cristianos todavía tenían que depender del perdón mediante la expiación de Cristo.: 90–91  Sin embargo, con el concepto de pecado de Wesley, él sí creía en la libertad del pecado. De hecho, lo describió así: "Ciertamente la santificación (en el sentido propio) es "una liberación instantánea de todo pecado"; e incluye "un poder instantáneo dado entonces". 
El concepto de Wesley sobre la perfección cristiana tenía elementos tanto graduales como instantáneos. En su sermón de 1765 “El camino bíblico de salvación”, Wesley enfatizó el aspecto instantáneo, al afirmar: “¿Crees que somos santificados por la fe? Sé fiel, entonces, a tu principio y busca esta bendición tal como eres, ni mejor ni peor; como un pobre pecador que todavía no tiene nada que pagar, nada que alegar excepto ‘Cristo murió’. Y si la buscas tal como eres, entonces espérala ahora”. : 456 
En "Pensamientos sobre la perfección cristiana" (1759), Wesley enfatizó el aspecto gradual de la perfección, escribiendo que debía ser recibida "en un celoso cumplimiento de todos los mandamientos; en vigilancia y esfuerzo; negándonos a nosotros mismos y tomando nuestra cruz diariamente; así como en oración y ayuno fervientes y una estrecha asistencia a todas las ordenanzas de Dios... es verdad que la recibimos por fe simple; pero Dios no da, no dará, esa fe a menos que la busquemos con toda diligencia en la forma que él ha ordenado". : 455  Además, Wesley también creía que la perfección cristiana, una vez recibida, podría perderse. : 456  El teólogo sistemático del metodismo, John William Fletcher, denominó la recepción de la entera santificación como el Bautismo con el Espíritu Santo.  Fletcher enfatizó que la experiencia de la entera santificación, a través de la morada del Espíritu Santo, limpia al creyente del pecado original y lo capacita para el servicio a Dios.
John Wesley enseñó la "santidad exterior" como una expresión de la "transformación interior" y los teólogos de la tradición metodista wesleyana han señalado que la observancia de las normas de vestimenta y comportamiento debe seguir al Nuevo Nacimiento como un acto de obediencia a Dios. 

### Metodismo tradicional
Al llamarlo "el gran depósito" de la fe metodista, Wesley enseñó específicamente que la propagación de la doctrina de la "entera santificación" al resto de la cristiandad fue la razón principal por la que Dios levantó a los metodistas en el mundo. 
Después de la muerte de Wesley, sus enseñanzas sobre la perfección cristiana siguieron siendo importantes para la Iglesia Metodista, pero, según el historiador David William Bebbington, "la tradición cayó en decadencia",: 153  porque las generaciones posteriores de metodistas recurrieron a "una versión diluida" de la doctrina delineada por William Arthur. En la década de 1860, había caído en desgracia entre algunos metodistas: la idea de que la perfección cristiana era una segunda bendición o etapa decisiva en la santificación cristiana, aunque no todos, ya que las instituciones académicas afiliadas al metodismo principal, como el Seminario Teológico Asbury, los campamentos metodistas y otras asociaciones metodistas de santidad dentro de la Iglesia, continuaron siendo un faro para el Movimiento de Santidad.: 153  
En las iglesias metodistas contemporáneas, la perfección cristiana sigue siendo doctrina oficial y se reconocen tanto sus aspectos graduales como instantáneos. El Catecismo para uso del pueblo llamado metodista enseña:
Por medio del Espíritu Santo, Dios nos ha dado su amor para que le amemos a cambio con todo nuestro corazón, alma, mente y fuerzas, y a nuestro prójimo como a nosotros mismos. Éste es un don ofrecido a todos los cristianos, y al responder afirmamos que no hay límite a lo que la gracia de Dios puede hacer en una vida humana. Al darnos el Espíritu Santo, Dios nos asegura su amor por nosotros y nos capacita para amar como Él, en Cristo, nos ama. Cuando el amor de Dios se perfecciona en nosotros, representamos a Cristo de tal manera a nuestro prójimo que lo ve en nosotros sin impedimentos por nuestra parte. El amor perfecto, como se suele llamar a la perfección cristiana, es el resultado de la dependencia total de Jesucristo y sólo se puede mantener mediante ella. Se da de forma gradual o en un momento...
A los candidatos a la ordenación se les hace la siguiente pregunta: "¿Esperas ser perfeccionado en el amor en esta vida?": 62  En la Iglesia Metodista de Gran Bretaña, las enseñanzas wesleyanas distintivas se resumen en la frase "Todos necesitan ser salvados; todos pueden ser salvados; todos pueden saber que son salvados; todos pueden ser salvados hasta lo sumo" (la palabra "hasta lo sumo" se refiere a la perfección cristiana).: 374 
La Confesión de Fe, una de las normas doctrinales de la Iglesia Metodista Unida, enseña que la entera santificación puede ser otorgada al creyente de manera gradual o instantánea:
Creemos que la santificación es la obra de la gracia de Dios a través de la Palabra y el Espíritu, por la cual aquellos que han nacido de nuevo son limpiados del pecado en sus pensamientos, palabras y acciones, y son capacitados para vivir de acuerdo con la voluntad de Dios y luchar por la santidad sin la cual nadie verá al Señor.
La entera santificación es un estado de perfecto amor, justicia y verdadera santidad que todo creyente regenerado puede obtener al ser liberado del poder del pecado, amando a Dios con todo el corazón, alma, mente y fuerzas, y amando al prójimo como a sí mismo. Por medio de la fe en Jesucristo, este don gratuito puede recibirse en esta vida tanto de manera gradual como instantánea, y todo hijo de Dios debe buscarlo fervientemente.
Creemos que esta experiencia no nos libra de las debilidades, la ignorancia y los errores comunes al hombre, ni de las posibilidades de seguir pecando. El cristiano debe seguir en guardia contra el orgullo espiritual y tratar de obtener la victoria sobre toda tentación de pecar. Debe responder plenamente a la voluntad de Dios para que el pecado pierda su poder sobre él; y el mundo, la carne y el diablo sean puestos bajo sus pies. De esta manera, gobierna sobre estos enemigos con vigilancia mediante el poder del Espíritu Santo.
James Heidinger II, expresidente del movimiento Buenas Nuevas, un grupo evangélico dentro de la Iglesia Metodista Unida, ha enfatizado la importancia de la doctrina de la santificación entera dentro del metodismo: "No hay duda acerca de la importancia de la doctrina de la perfección en la historia del metodismo. Wesley creía que este énfasis era una herencia peculiar dada a los metodistas en fideicomiso para toda la Iglesia".
Sin embargo, también ha notado que existe incertidumbre, entre algunos, dentro de la denominación sobre la enseñanza: "Nuestra incomodidad con esta doctrina hoy se ve en los servicios de ordenación cuando se les pregunta a los candidatos: '¿Vas a avanzar hacia la perfección?' Nuestra incomprensión sobre esto a menudo provoca risas incómodas y rápidas negaciones de que ciertamente no afirmamos ser 'perfectos' en nuestra vida cristiana".
En 2000, Brian Beck, expresidente de la Conferencia Metodista en Gran Bretaña, dijo que "La doctrina [de la santificación] permanece con nosotros en los himnos de Charles Wesley, pero el marco formativo, e incluso, sospecho, la intención espiritual, han desaparecido en gran medida".: 19 
El teólogo metodista Randy L. Maddox, al escribir sobre la necesidad de mejorar la formación espiritual dentro de la Iglesia Metodista Británica y la Iglesia Metodista Unida con sede en los EE. UU., comentó que los términos "santidad de corazón y vida" y "perfección cristiana" se consideraban "propensos a connotaciones moralistas, estáticas y poco realistas, lo que resulta en una creciente incomodidad y negligencia con este aspecto de nuestra herencia wesleyana".: 183 
El reverendo Dr. Kevin M. Watson, clérigo metodista unido y profesor adjunto de teología histórica y estudios wesleyanos en la Universidad Seattle Pacific, implora a sus compañeros pastores: "Enseñar y predicar la posibilidad de ser perfeccionados en el amor a Dios y al prójimo, y buscar llegar a ser verdaderamente santificados son las razones por las que se 'levantó' el metodismo. Recordemos quiénes somos y por qué el Espíritu Santo nos trajo a la vida".
La Iglesia Metodista Global consagra la doctrina de la entera santificación en su catecismo oficial, enseñando que “la entera santificación es un estado de perfecto amor, justicia y verdadera santidad que todo creyente regenerado puede obtener”. Enseña que la perfección cristiana puede ser “recibida en esta vida ya sea de manera gradual o instantánea” y que debe ser “buscada fervientemente por cada hijo de Dios”. Para mantener este estado de santidad, el creyente debe “responder completamente a la voluntad de Dios para que el pecado pierda su poder sobre nosotros; y el mundo, la carne y el diablo sean puestos bajo nuestros pies”.
Para John Wesley, la predicación de la perfección cristiana era crucial para la salud espiritual de una iglesia metodista: él enseñaba que “donde la perfección cristiana no es predicada fuerte y explícitamente, rara vez hay alguna bendición notable de Dios; y en consecuencia, hay poca adición a la sociedad, y poca vida en los miembros de ella”. Como tal, él instaba a los ministros: “Hasta que no presionen a los creyentes a esperar la salvación completa [entera santificación] ahora, no deben esperar ningún avivamiento”.

### Movimiento de santidad
Artículo principal: Movimiento de Santidad
En el siglo XIX, hubo metodistas que buscaron revitalizar la doctrina de la perfección cristiana o santidad, que, en palabras del erudito en religión: Randall Balmer, "pasó a un segundo plano" a medida que los metodistas tradicionales ganaban respetabilidad y se convertían en una sólida clase media. En este contexto se originó como un movimiento de avivamiento dentro de la Iglesia Metodista Episcopal y muchos seguidores del Movimiento de Santidad permanecieron dentro del metodismo tradicional, así el Movimiento de Santidad se volvió interdenominacional y dio lugar a varias denominaciones wesleyanas de santidad, entre ellas la Iglesia Metodista Libre, la Iglesia del Nazareno, la Iglesia de Dios (Anderson (Indiana)), el Ejército de Salvación y la Iglesia Metodista Wesleyana. : 339–340  
La estadounidense Phoebe Palmer fue una de las primeras promotoras de la santidad. A través de su evangelización y sus escritos, Palmer articuló una "teología del altar" que esbozaba un "camino más corto" hacia la santificación completa, que se lograba colocándose uno mismo en un altar metafórico sacrificando los deseos mundanos. Mientras el cristiano se colocara en el altar y tuviera fe en que era la voluntad de Dios lograr la santificación, el cristiano podía estar seguro de que Dios lo santificaría.
En palabras del historiador Jeffrey Williams, "Palmer hizo de la santificación un acto instantáneo logrado mediante el ejercicio de la fe".: 339–340  Muchas denominaciones de santidad requieren que los pastores profesen que ya han experimentado la santificación completa.: 237  Este énfasis en la naturaleza instantánea de la perfección cristiana en lugar de su lado gradual es una característica definitoria del movimiento de santidad wesleyano.
La Disciplina de la Conexión Metodista Bíblica de Iglesias enseña que: 
Creemos que la entera santificación es aquella obra del Espíritu Santo por la cual el hijo de Dios es limpiado de la depravación heredada y capacitado para un servicio más eficaz por medio de la fe en Jesucristo. Es posterior a la regeneración y se logra en un momento en el que el creyente se presenta como sacrificio vivo, santo y aceptable a Dios. El creyente lleno del Espíritu es así capacitado para amar a Dios con un corazón indiviso.
Un segundo énfasis definitorio del movimiento de Santidad es la destrucción y erradicación completa de la naturaleza pecaminosa. H. Orton Wiley, el principal teólogo sistemático de la Santidad, cita a RT Williams, quien explica:
Es una locura intentar hacerse pasar por creyente en la santidad y al mismo tiempo cuestionar su doctrina de erradicación. No puede haber tal cosa como santidad en su análisis final sin la erradicación del pecado. La santidad y la supresión son términos incompatibles. El "viejo hombre" y la contrarrestación forman una especie de doctrina de santidad pálida y enfermiza. Es santidad y erradicación o no es santidad en absoluto.
Otro aspecto clave del movimiento de santidad es su estricta adhesión a la definición de pecado de Wesley. Wesley afirmó en una carta:
En sentido estricto, nada es pecado, excepto la transgresión voluntaria de una ley conocida de Dios. Por lo tanto, toda infracción voluntaria de la ley del amor es pecado; y nada más, si hablamos correctamente. Llevar el asunto más lejos es sólo abrir paso al calvinismo. Puede haber diez mil pensamientos errantes e intervalos de olvido sin ninguna infracción del amor, aunque no sin transgredir la ley adámica. Pero los calvinistas quisieran confundirlos. ¡Deja que el amor llene tu corazón y eso será suficiente!
Con esta comprensión del pecado, el clero alineado con el Movimiento de Santidad enseña la posibilidad de una completa libertad de todo pecado, tanto interno como externo, como lo expresa la declaración de John Fletcher : "El que está poseído por el amor, está libre de todo pecado".

### Pentecostalismo de santidad
Los miembros de las "denominaciones pentecostales de santidad", también conocidas como "pentecostales wesleyanos" o "pentecostales metodistas", son pentecostales que creen en la entera santificación como una segunda obra de gracia.  Heredando la teología wesleyana-arminiana del Movimiento de Santidad dentro del metodismo, los pentecostales de santidad son la rama original del pentecostalismo.
Estas denominaciones incluyen la "Apostolic Faith Church", la "Calvary Holiness Association", la "Congregational Holiness Church", la "Free Gospel Church", la "International Pentecostal Holiness Church", la Iglesia de Dios (Cleveland), la Iglesia de Dios en Cristo y la "The (Original) Church of God". 
El Heritage Bible College es un colegio bíblico que capacita a muchos clérigos pentecostales de santidad. 
En los Estados Unidos, los principales campamentos pentecostales de santidad incluyen: el Campamento de la AFC de Portland (Oregón), el Campamento de Santidad de Blanchard (Blanchard (Oklahoma)), el Campamento de Santidad de Dripping Springs (Glenwood (Arkansas)) y el Campamento de Santidad de Muldrow (Muldrow (Oklahoma)).
Para los "pentecostales de santidad", la entera santificación es la segunda obra de gracia en una serie de tres bendiciones distintas que los cristianos experimentan. La primera obra de gracia es la conversión (el nuevo nacimiento) y la tercera obra de gracia es el bautismo en el Espíritu Santo (que se caracteriza por hablar en lenguas).
El metodismo (incluido el Movimiento de Santidad) enseña dos obras de gracia: el nuevo nacimiento y la entera santificación, mientras que los pentecostales de santidad añaden una tercera obra de gracia: el bautismo en el Espíritu Santo evidenciado por hablar en lenguas, a esta secuencia (en contraste, en el metodismo, el bautismo con el Espíritu Santo se refiere a la entera santificación). 
Según el historiador de la iglesia y teólogo Ted A. Campbell, este patrón de tres partes se explica a menudo diciendo que "el Espíritu Santo no puede llenar un vaso inmundo", por lo que la limpieza del corazón que tiene lugar en la santificación completa es necesaria antes de que una persona pueda ser llena o bautizada con el Espíritu Santo.
El testimonio de los que asistieron al "Reavivamiento de la Calle Azusa" fue "Soy salvo, santificado y lleno del Espíritu Santo" en referencia a las tres obras de gracia de los pentecostales de santidad, la rama más antigua del pentecostalismo. En contraste, las denominaciones pentecostales de la Obra Terminada, como las Asambleas de Dios, rechazan la doctrina de la entera santificación.: 237  

## Enseñanza cuáquera
George Fox, el fundador del cuaquerismo, enseñó la perfección cristiana, también conocida en la tradición de los cuáqueros como "perfección", en la que el creyente cristiano podría liberarse del pecado.  En su "Algunos principios del pueblo elegido de Dios que en desprecio se llaman cuáqueros, para que todo el pueblo de toda la cristiandad los lea y, por lo tanto, sus propios estados los consideren, escribe en la sección "XVI. Sobre la perfección":
El que ha llevado al hombre a la imperfección es el diablo y su obra que lo apartó de Dios; porque el hombre era perfecto antes de caer, porque todas las obras de Dios son perfectas; así Cristo, que destruye al diablo y sus obras, hace al hombre perfecto de nuevo, destruyendo a quien lo hizo imperfecto, lo que la ley no pudo hacer; así, por su sangre, limpia de todo pecado; y por una ofrenda, ha perfeccionado para siempre a los santificados; y los que no creen en la luz que viene de Cristo, por la cual pueden ver la ofrenda y recibir la sangre, están en la incredulidad con respecto a esto. Y los apóstoles que estaban en la luz, Cristo Jesús (que destruye al diablo y sus obras), hablaron sabiduría entre los que eran perfectos, aunque no pudieron entre los que eran carnales; Y su Obra era para el perfeccionamiento de los Santos, por esa causa les fue dado su Ministerio hasta que todos vinieran al Conocimiento del Hijo de Dios, que destruye al Diablo y sus obras, Y que pone fin a los Profetas, primer Pacto, Tipos, Figuras, Sombras; Y hasta que todos vinieran a la Unidad de la Fe que purificó sus corazones, que les dio Victoria sobre aquello que los separaba de Dios, En la cual tuvieron acceso a Dios, por la cual Fe le agradaron, por la cual fueron Justificados; Y así hasta que llegaron a un Varón Perfecto, a la Medida de la Estatura de la plenitud de Cristo; y así dijo el Apóstol, Cristo en vosotros predicamos la esperanza de Gloria, amonestando a todo hombre, para que podamos presentar a todo Hombre Perfecto en Cristo Jesús.
Los primeros cuáqueros, siguiendo a Fox, enseñaron que como resultado del Nuevo Nacimiento a través del poder del Espíritu Santo, el hombre podría liberarse del pecado actual si continuaba confiando en la luz interior y "se centraba en la cruz de Cristo como el centro de la fe". George Fox enfatizó "la responsabilidad personal por la fe y la emancipación del pecado" en su enseñanza sobre la perfección. Para el cristiano, "el perfeccionismo y la liberación del pecado eran posibles en este mundo".
Esta enseñanza tradicional cuáquera continúa siendo enfatizada por los "Amigos Conservadores" (cuáqueros seguidores de las tesis de John Wilbur), como la Reunión Anual de Ohio de la Sociedad Religiosa de los Amigos y los Amigos de la Santidad, como la Reunión Anual Central de los Amigos (cuáqueros seguidores de las tesis de Joseph John Gurney). 
La presencia de la perfección cristiana dentro de los cuáqueros británicos está profundamente arraigada en su Libro de Disciplina de Consejos y Consultas, que proporciona tanto orientación espiritual como aplicaciones prácticas para vivir una vida alineada con los principios divinos a través de la reflexión continua y el apoyo comunitario con el objetivo de encarnar la ética de la virtud central para su fe, fomentando en última instancia una conexión más profunda con lo que su fundador expresó como "lo de Dios en todos", de conformidad con la declaración de Romanos 1:19: "Lo que de Dios se conoce les es manifiesto, pues Dios se lo manifestó".

## Enseñanza keswickiana
La Teología Keswickiana enseña una segunda obra de gracia que ocurre a través de la "entrega y la fe", en la que Dios guarda a un individuo del pecado. Las denominaciones keswickianas, como la Unión Mundial de la Alianza, difieren del Movimiento Wesleyano de Santidad porque no ven la Perfección Cristiana como la limpieza del pecado original, mientras que las denominaciones de santidad que adoptan la teología wesleyana-arminiana afirman esta creencia.       